# Cyathodes straminea
Cyathodes straminea är en ljungväxtart som beskrevs av Robert Brown. Cyathodes straminea ingår i släktet Cyathodes, och familjen ljungväxter. Inga underarter finns listade i Catalogue of Life.